# Baderico
Baderico (em latim: Baderichus) foi rei dos turíngios no século VI. Era filho de Basino com sua esposa de nome desconhecido e teve três irmãos chamados Radegunda, a Velha, Hermanfredo (r. 507/511–533) e Bertário. Compartilhou o comando dos turíngios com seus irmãos, mas por 525/527 seria derrotado em batalha por Hermanfredo e o rei franco Teodorico I da Austrásia (r. 511–533). A data de sua morte é desconhecida, embora é certo que por 531 já não estava vivo.